# Inquisición de Morelia
La Inquisición entró al territorio de la Nueva España en 1522, pero fue hasta 1570 cuando se instauró el Tribunal del Santo Oficio en la Ciudad de México, contando así con un cuerpo bien delimitado de funcionarios encabezados por el Inquisidor Mayor.
Basados en el proceder del Santo Oficio, se puede decir que atravesó por dos épocas: la primera, que va del siglo XVI hasta la primera mitad del siglo XVIII, se caracterizó por perseguir causas religiosas con la finalidad de unificar, bajo una misma religión, a la población novohispana. La segunda etapa parte de la segunda mitad del siglo XVIII hasta la consumación de la Independencia de México. Tuvo como principal labor la persecución de las ideas ilustradas, las cuales podrían modificar el estatus virreinal de la Nueva España; aunque también deseó volver a tener la presencia ideológica que siglos antes había manifestado. Es en esta segunda etapa donde se enmarca el estudio que haremos al caso del mestizo Juan Nepomuseno.
Valladolid, hoy Morelia, en la segunda mitad del siglo XVIII era una ciudad que contaba con 15 000 habitantes aproximadamente. Ahí residían autoridades civiles y las eclesiásticas del Obispado de Michoacán (el Obispado de Michoacán tenía bajo su jurisdicción el territorio que actualmente comprenden los estados de Michoacán, Colima, Guanajuato, San Luis Potosí, parte de Guerrero y hasta una pequeña parte de Tamaulipas.) 
En Valladolid había una oligarquía económica fuerte, la cual propiciaba el comercio y el interés por la política y la cultura; el contraste en la población vallisoletana estaba representado por la condición precaria de la gente indígena de mezcla y negros.

## La hechicería en Valladolid
A Valladolid llegaban constantemente negros, mestizos y mulatos libres que habitaban en los alrededores de la ciudad, con la intención de vender sus productos elaborados en sus pueblos de origen. Aunque también contaba con la asidua visita de vagabundos y delincuentes, constituyendo así un problema para el gobierno civil. Engrosó las filas de ese grupo Juan Nepomuseno, ya que era vecino de la ciudad de Guanajuato y fue aprehendido en la plaza mayor por robo de carne y un guangoche[cita requerida].
El 5 de febrero de 1776, fue denunciado ante la Comisaría Inquisitorial de Valladolid, un hombre de calidad mestizo llamado Juan Nepomuseno Perales; ya que había cometido un robo y, al momento de ser aprehendido en la plaza Mayor de Valladolid, traía consigo "... instrumentos que cargan los hechiceros y supersticiosos para sus malos fines..." Y desde entonces se le siguió causa por usos maléficos [cita requerida].
Al ser registrado Juan Nepomuseno no se le encontró algo, porque ya había tirado un envoltorio intencionalmente [cita requerida]. Sus captores se percataron y se dieron a la tarea de revisarlo; contenía un pajarito de los que llamamos chupamirtos, una raíz de peyote, cabellos de mujer, romero molido, piel de coyote y unas estampas católicas. Ante tal situación, la autoridad civil remitió a Juan Nepomuseno Perales por portar baratijas ante la Comisaría Inquisitorial de Valladolid.
Ya iniciado el proceso, Perales admitió cargar y traer objetos de hechicería. Dijo que en el pueblo de Curupaceo un hombre se los había dado para que así ganara en el juego, para que las mujeres le quisieran y para que trabajara bien en su oficio de barrendero. Y, mientras las investigaciones seguían adelante, Juan Nepomuseno decidió prender fuego a la puerta de su celda y escapar por las azoteas.
Aprovechemos la ausencia de Juan Nepomuseno para conocer algo sobre la hechicería. Esta práctica buscaba modificar el ambiente mediante el uso de instrumentos palpables. Deseaba modificar la realidad en favor de la persona que solicitaba la ayuda de la hechicería y del que portaba los instrumentos. Es interesante el estudio de la hechicería, porque encontramos elementos sincrónicos con los procedimientos utilizados. Se pueden ver influencias y elementos tanto indígenas y africanos junto con otros de raíz católica y europea.
Juan Nepomuseno cargaba vegetales cuyas propiedades eran de todos conocidas: el peyote y el romero; y otras de carácter fantasioso y simbólico: el chupamirtos, los cabellos humanos y la piel de coyote. El peyote era para fines de hechicería amorosa. Bastaba con cargarlo en un trapo para beneficiarse de sus características mágicas; este fetiche ejercía sus facultades sobre el sexo opuesto, generando una poderosa e irresistible atracción. Por su parte, el chupamirtos era solicitado por sus supuestas propiedades mágicas, para así llenarse de quereres al traerlo consigo para contar con sus efectos deseados. Lo mismo ocurría con el romero, era usado como amuleto pues, al cargar unas ramitas o en polvo, surtía su efecto protector.
Como vemos, lo predominante eran los amuletos compuestos por materia orgánica animal, pues ya que se pretendía utilizar la fuerza vital que se consideraba contenida en ellos. Pero, independientemente de la materia, el fetiche tenía como labor proteger a la persona en cuyo contacto está.
Juan Nepomuseno fue reaprehendido y puesto en libertad el 22 de mayo de 1779, ya que no hubo testigo que asegurara que Perales tuviera pacto con el demonio o que fuera hechicero. Antes de ser liberado, se le explicó la falsedad de las supersticiones [cita requerida].
Este caso seguido a Juan Nepomuseno sirve de ejemplo para mostrar cómo la hechicería tenía entre sus principales creyentes al hombre mezclado, al negro y al indígena y al blanco pobre; buscaban en ellas sus poderes contra los males cotidianos, constituyendo un lubricante para la difícil situación colonial.